# Croûte en dentelle
La croûte en dentelle (melba toast) est un toast sec, croustillant et finement tranché, souvent servi avec une soupe et une salade ou garni de fromage fondu ou de pâté. Il doit son nom à Dame Nellie Melba, le nom de scène de la chanteuse d'opéra australienne Helen Porter Mitchell. On pense que son nom date de 1897, lorsque la chanteuse était très malade et que ce toast est devenu un élément de base de son alimentation. Le toast a été créé pour elle par le chef et admirateur Auguste Escoffier, qui a également créé pour elle le dessert pêche Melba. Le propriétaire de l'hôtel, César Ritz, lui aurait donné ce nom lors d'une conversation avec Escoffier,.
La croûte en dentelle est faite en grillant légèrement des tranches de pain sur un gril, des deux côtés. Le toast obtenu est ensuite tranché latéralement. Ces tranches fines sont ensuite remises sur le gril avec les côtés non grillés vers la source de chaleur, ce qui donne un pain grillé deux fois moins épais que la normale.